# 董雷 (足球运动员)
董雷（1982年8月6日—），北京人，是中国职业足球守门员。
董雷从乙级联赛开始初露头角，2003年被八一签下，师从著名前国门李松海，结果还在绝对主力李松海之子李雷雷受伤期间成了八一的正选门将。2003赛季结束后，俱乐部解散，董雷被珠海中邦签下。
董雷随中邦打入中超联赛，不但逐渐成为主力门将，更加曾经被列入国家队大名单。但是之后在2006年的联赛中曾经被撞导致右肾出血，休战了相当长的时间。
2007年，他因为申花联城合并而进入上海申花，面对王大雷、张晨等的竞争，最终被俱乐部租借到新加坡联赛辽宁广原。但是他却在新加坡陷入了假球案，最终被判刑和罚款，回国后连年被俱乐部挂牌。2009年初，董雷租借至刚刚搬迁回上海的浦东中邦。2010年，他又与原申花第三门将张晨交换，再次返回了上海申花。
2010年11月6日，上海申花在联赛最后一轮客场出战已经提前夺冠的山东鲁能，由于王大雷上调国奥队，邱盛炯受伤，董雷第一次也是最后一次代表申花出战正式比赛，不过球队以2-5告负。
2012年，董雷转会到中甲球队北京八喜，在加盟球队的首个赛季联赛得到5次上场机会。2013赛季逐渐成为球队的主力门将，2014赛季随着姜波的租借加盟，再次沦为替补门将。